# From Autumn to Ashes
From Autumn to Ashes eller FATA är ett post hardcore/metalcore band från Long Island, New York, USA. Bandet blandar melodier från olika hardcore-stilar. Bandet har två sångare, Ben Perri och Fran (Francis) Mark som även spelar trummor i bandet. Deras "dueller" med sång gjorde att bandet hade ett ganska unik sound och På FATA:s två första album fanns även sångerskan Melanie Willies från bandet One True Thing med på vissa låtar.
Efter deras EP, Sin, Sorrow and Sadness år 2000 så släpptes deras debutalbum, Too Bad You're Beautiful, av Ferret Records 2001 och bandet fick en stor framgång med släppet. De skrev sedan på för Vagrant Records som släppte deras andra blum The Fiction We Live från 2003. Skivan var mer melodisk än dess föregångare och fokuserade mer på Fran Marks sång. Låten The After Dinner Payback från albumet The Fiction We Live fanns med på soundtracket till filmen Freddy vs. Jason, vilket gjorde att det blev en välkänd låt av bandet. Albumet var också det sista som gitarristen Scott Gross och basisten Mike Pilato var med på.
De värvade Jonathan Cox på gitarr och Josh Newton på bas och släppte albumet Abandon Your Friends i augusti 2005. Problem uppstod med sångaren Ben och därför fick trummisen/sångaren Fran mer fokus på sig och Ben allt mindre plats. Det traditionella FATA soundet från de två första skivorna hade försvunnit allt mer.
Efter att ha släppt Abandon Your Friends' så tog bandet ett avbrott i några månader. Rykten och spekulationer spred sig att bandet skulle splittras. FATA informerade att det hade förlorat känslan om vilka de var och vad de gjorde och varför, och att de inte hade splittras.
Under inspelningarna av deras nya album i november 2006 lämnade gitarristen Jonathan Cox bandet. I december 2006 lämnade sångaren Ben Perri bandet vilket gjorde att Fran Marks blev den enda sångaren för bandet. De spelade in albumet som en tremanna grupp, men värvade senare nya medlemmar för liveframträdanden.
Den 10 april, 2007 släppte FATA sitt fjärde album, Holding A Wolf By The Ears. Före detta hade bandet släppt en begränsad utgåva av EP:n These Speakers Don't Always Tell The Truth med två låtar från det nya albumet.

## Medlemmar
Nuvarande medlemmar
- Francis Mark – sång, trummor (2000–2007), sång (2007–2008, 2014– )
- Mike Pilato – basgitarr, bakgrundssång (2000–2004, 2007–2008, 2014– )
- Brian Deneeve – sologitarr, piano, bakgrundssång (2001–2008, 2014– )
- Rob Lauritson – rytmgitarr (2006–2008, 2014– )
- Jeff Gretz – trummor, sång (2007–2008, 2014– )

Tidigare medlemmar
- Benjamin Perri – growl (2000–2006)
- Stephen Salvio – sologitarr (2000–2001)
- Scott Gross – gitarr (2000–2004)
- Josh Newton – basgitarr, bakgrundssång (2004–2007)
- Jonathan Cox – gitarr (2005)

## Diskografi
Studioalbum
- 2001: Too Bad You're Beautiful
- 2003: The Fiction We Live
- 2005: Abandon Your Friends
- 2007: Holding A Wolf By The Ears

Livealbum
- 2008: Live at Looney Tunes

EP
- 2000: Sin, Sorrow And Sadness
- 2007: These Speakers Don't Always Tell The Truth